# Piedra de Shabako

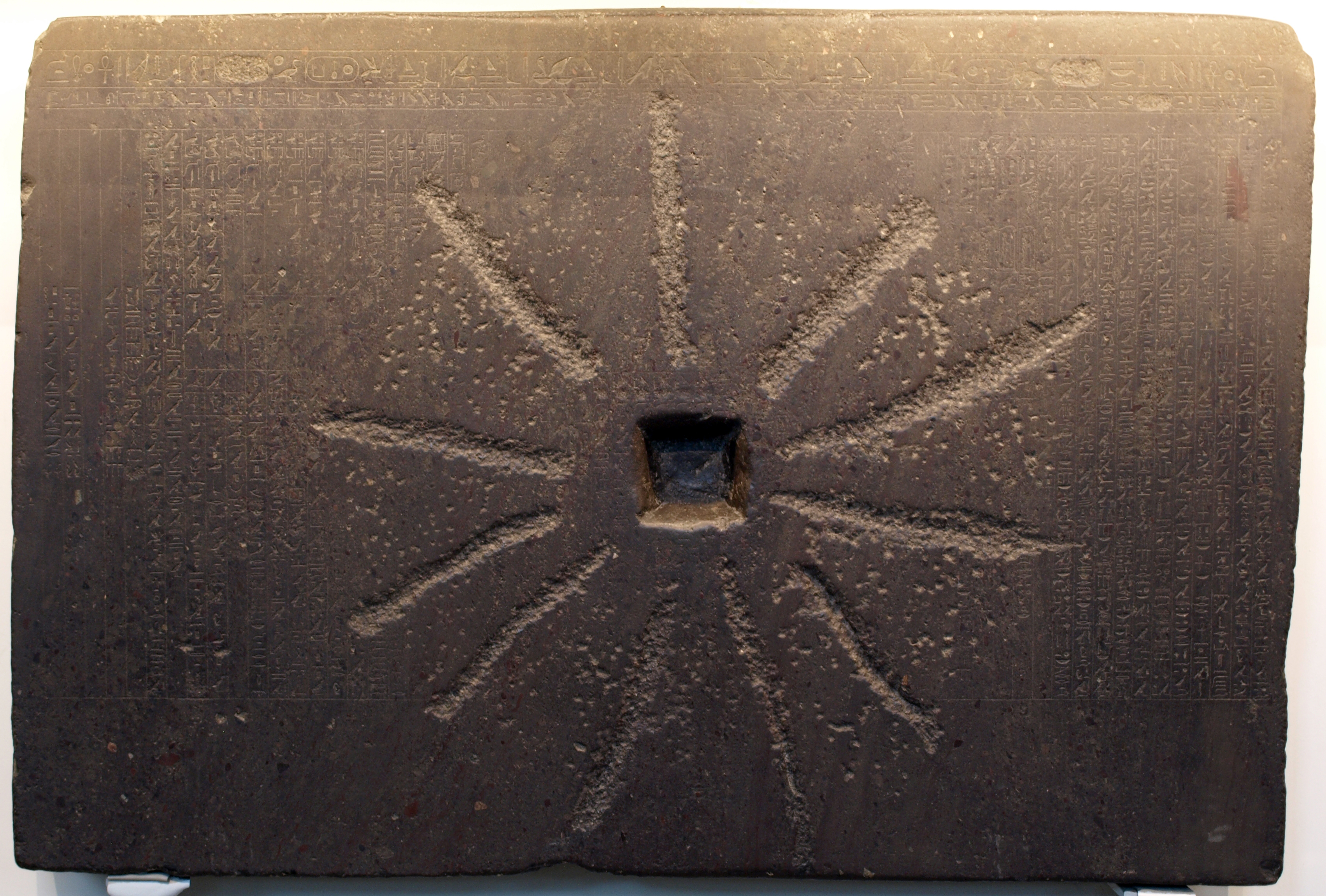
Piedra de Shabako, en la que se aprecian los daños causados durante su uso como piedra de molino.

La piedra de Shabako es una losa de granito de 66 x 137 cm, escrita en jeroglíficos que se encuentra actualmente en el Museo Británico, catalogada con la referencia EA 498. En ella está grabada la teología menfita, según la cual Ptah es el dios supremo, creador del mundo y de los otros dioses.

## Origenes históricos
Originalmente erigida como un monumento perdurable en el Gran Templo de Ptah en Menfis a finales del siglo VIII a. C., la piedra fue trasladada en algún momento (por razones desconocidas) a Alejandría.  Desde allí, fue transportada en un buque de guerra desde Alejandría a Inglaterra. Fue traída de vuelta como lastre junto con un capitel de una columna egipcia, fragmentos de un capitel grecorromano de basalto negro, dos fragmentos del dintel de cuarcita de Senusret III y una estatua arrodillada de granito negro de Ramsés II. En 1805, la piedra fue donada al Museo Británico por George Spencer, segundo conde Spencer (1758-1834), quien fue Primer lord del Almirantazgo y desde 1794 fideicomisario del museo. En 1901, la piedra fue descifrada, traducida e interpretada por primera vez por el egiptólogo estadounidense James Henry Breasted. El monumento ha permanecido en el museo hasta la actualidad.

## Descripción
La estela fue encargada por el faraón Shabako en el siglo VIII a. C. Según afirma en la segunda línea, 

... Lo encontró como una obra realizada por sus ancestros, que había sido destruida por los gusanos, de manera que no podía ser reconocido en su totalidad. Por eso lo copió de nuevo,...

La escritura es apenas visible por el desgaste debido al uso, y se aprecia claramente un orificio y once acanaladuras, debidas a su posterior uso como piedra de molino, cuando fue descubierta y entregada al Museo británico por el conde Spencer en 1805.

## Contenido
Según se explica en el propio texto, el faraón inspeccionó el Templo de Ptah en Menfis y encontró un papiro casi destruido, por lo que ordenó que su contenido fuese grabado en una losa. El escriba reprodujo el estilo y lenguaje del primitivo documento, un estilo similar al del Libro de las Cavernas, aunque es más tardío de lo que aparenta. Algunos egiptólogos datan el texto original en el Imperio Antiguo por el lenguaje arcaico de sus inscripciones, aunque otros, como F. Junge, opinan que el estilo antiguo fue imitado de forma deliberada, bien para solemnizar el texto, bien para halagar a los sacerdotes de Ptah fingiendo una antigüedad que lo hiciese más respetable.
El texto comienza con dos líneas de presentación, la primera con los nombres de Shabako (con los jeroglíficos en tamaño mayor que en el resto) y la segunda con la motivación del escrito, seguidas por un espacio vacío horizontal.

El resto del documento está distribuido en 62 columnas numeradas del 3 al 64, aunque la parte central (columnas 24 - 47) es ilegible porque durante años se usó como piedra de molino. En las primeras columnas habla de los dioses y de las relaciones entre ellos y con Egipto. A partir de la columna 48 explica la creación del mundo por Ptah, y acaba con la muerte y resurrección de Osiris y la unificación del Alto y Bajo Egipto por Horus.

### Texto original
(...) 
[ Geb, el señor de los dioses, ordenó] a la Enéada que se reunieran con él. Juzgó a Horus y Set; y selló la disputa entre ambos. Hizo a Set rey del Alto Egipto, en la tierra del Alto Egipto, en el lugar donde había nacido, que es Su, y Geb hizo a Horus rey del Bajo Egipto, en la tierra del Bajo Egipto, en el lugar donde su padre [Osiris] fue ahogado y que es la “separación de las Dos Tierras” [un topónimo mítico]. Así, Horus vigilaba en una región y Set en la otra región. Mantuvieron la paz en las Dos Tierras, en Ayan. Aquella era la separación de las Dos Tierras.
(...)
Entonces creyó Geb que era injusto que la porción de Horus fuera idéntica a la de Set. Así Geb concedió a Horus su herencia, pues Horus es el hijo de su primogénito.
Las palabras de Geb a la Enéada fueron: “He nombrado a Horus, el primogénito”... Horus es quien se convirtió en rey del Alto y el Bajo Egipto, quien unió las Dos Tierras en el nomo del muro [Menfis], el lugar donde las Dos Tierras se unen.
Ante las dobles puertas de la Casa de Ptah [el templo de Ptah en Menfis], se colocaron el junco y el papiro, y Horus y Set se pacificaron y unieron. Confraternaron y cesaron las disputas en cualquiera de los lugares donde pudiesen estar, y ahora están unidos en la Casa de Ptah, la “Balanza de las Dos Tierras”, en la que el Alto y Bajo Egipto se pesaron.
(...)
Ptah que está sobre el Gran Trono, ... quien creó a los dioses.
Ptah-Nun, el padre que [engendró] a Atum.
Ptah-Naunet, la madre que dio a luz a Atum.
Ptah el Grande que es el corazón y la lengua de la Enéada.
Ptah ... de quien nacieron los dioses
(...)

### Características
Utiliza deliberadamente algunas características espaciales diferentes a la norma general de escritura:
- Diferencia el colofón y firma (líneas horizontales) del cuerpo del escrito (columnas).
- El texto de las columnas se lee de izquierda a derecha y de arriba abajo, a pesar de que cada uno de los jeroglíficos siguen estando a la derecha, como en las líneas/columnas 1, 2 y 48.
- Introduce recursos visuales para captar la atención, como líneas vacías (bajo la línea 2) o columnas en blanco (columna 5). En las cinco primeras columnas solo está escrita la parte central.[7]

### Citas
1. ↑  Bodine, 2009, p. 5.
2. ↑  El Hawary, 2007, pp. 567–8.
3. ↑  El Hawary, 2007, p. 567.
4. ↑  Bodine, 2009, p. 2.
5. ↑  Junge, F. (1973). Zur Fehldatierung der sog. Denkmals memphitischer Theologie oder Der Beitrag der ägyptischen Theologie zur Geistesgeschichte der Spätzeit. MDAIK, vol 29.
6. ↑  El texto fue copiado y publicado por Breasted, James Henry (1901). en Zeitschrift für ägyptische Sprache und Altertumskunde, pp.39-54. Ed. ZÄS 39. Poco más tarde publicó otro trabajo sobre la estela: The Philosophy of a Memphite Priest.
7. ↑  Van den Dungen, Wim (2006). «On the Shabaka Stone» (en inglés). Consultado el 9 de septiembre de 2008. Traducción automática de Google a español